# Cerúleo
Cerúleo o azul cerúleo (del latín cærulĕus, ‘azul, azul oscuro, azul verde’, derivado de cælum, ‘cielo’) es una denominación de color no específica: abarca un conjunto de colores que incluye el azul profundo, el celeste, el azul brillante y el azul con matices verdosos. También es similar al calipso, aunque este último puede variar hacia el turquesa.
El cerúleo como pigmento, ha sido usado para representar el azul del firmamento, por lo que en este caso puede considerarse sinónimo de celeste; sin embargo, también ha representado el color azul de los océanos y grandes lagos. Muestras de color cerúleo pueden verse a la derecha: el pigmento cerúleo genuino (PB 35) y un cerúleo inespecífico.
El uso del vocablo «cerúleo» en idioma castellano se remonta al año 1427.

## Como pigmento pictórico
Inicialmente, el azul cerúleo fue un pigmento utilizado en pintura artística para imitar el color de los cielos despejados y luminosos. Sin embargo, la composición del pigmento cerúleo fue variando a lo largo del tiempo, lo que motivó también cambios en el matiz de azul que producía.

### Cerúleo genuino

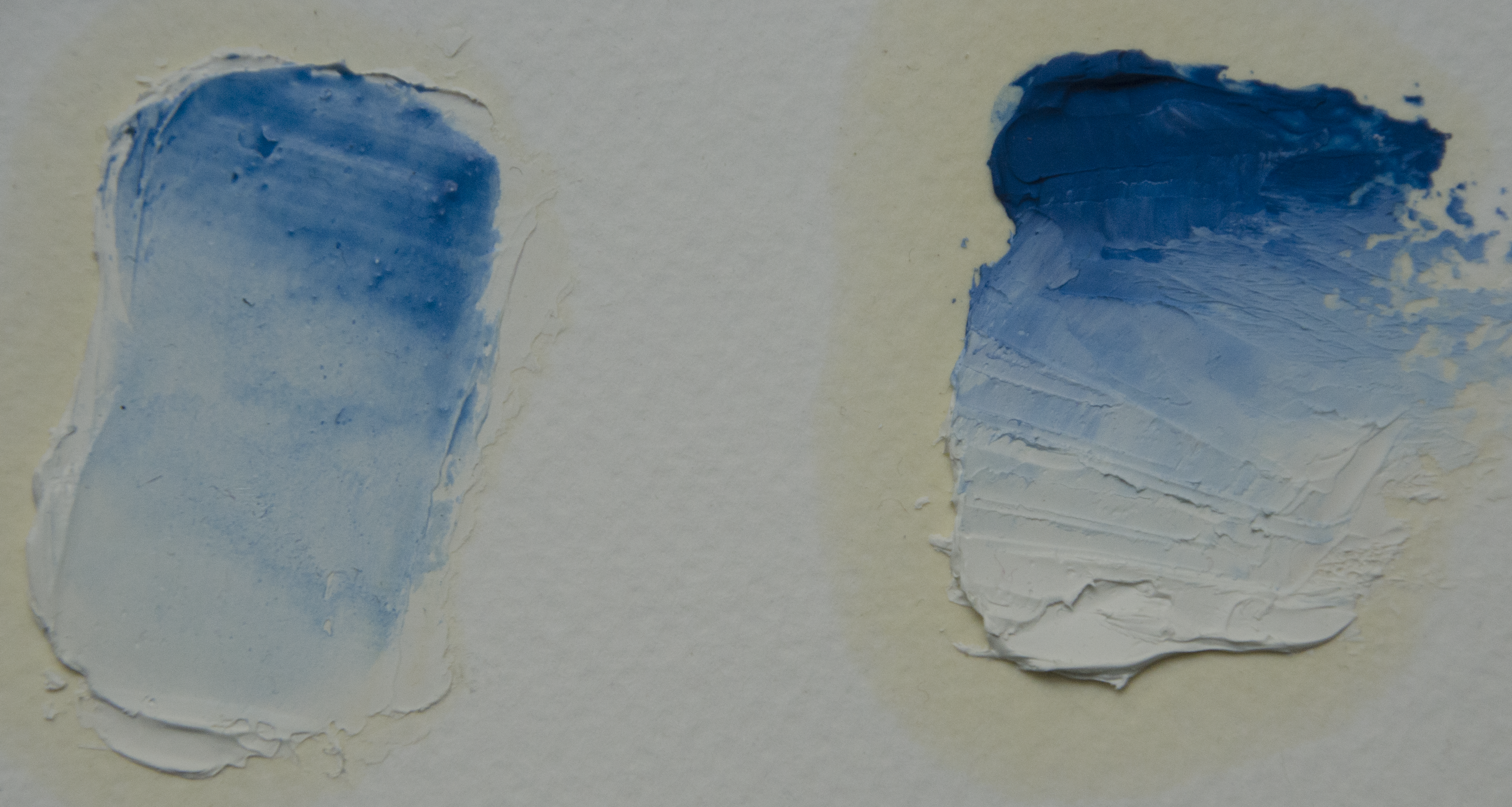
Pigmento azul cerúleo al óleo

También llamado azul cerúleo verdadero, azul celestial o azul de Bremen. Se sabe que este pigmento comenzó a usarse a principios del siglo XIX, aunque se sospecha que ya antes de ese siglo se conocía y usaba. Consistía en Estannato de cobalto (de color verde azulado), probablemente mezclado con silicato de cobalto (de color azul).
Empleado como pintura, este pigmento daba un color luminoso, cubriente y estable ante la luz, pero era costoso.

#### Denominación en elÍndice internacional del color
- Pigment Blue 35, PB 35
- CI 77346; CI 77368[9]

### Cerúleos sustitutos
En la primera mitad del siglo XX, el pigmento anterior se sustituyó por otro basado en ftalocianina de cobre. Tenía las mismas propiedades que su antecesor, pero era más verdoso, como se ve en las muestras bajo estas líneas.
|            | Cerúleo «sustituto» | Cerúleo «sustituto» aclarado |
| HTML       | #006594             | #3AA1C1                      |
| CMYK       | (95, 55, 20, 0)     | (70, 20, 15, 0)              |
| RGB        | (0, 101, 148)       | (58, 161, 193)               |
| HSV        | (199°, 100 %, 58 %) | (194°, 70 %, 76 %)           |
| Referencia | [ 4 ]               | [ 4 ]                        |

A la larga  este color mineral fue reemplazado por pinturas sintéticas que se adecuaban mejor a la representación del color del cielo.
En la actualidad, algunas de las formulaciones de pinturas que se comercializan bajo la denominación de color «azul cerúleo» incluyen compuestos de ftalocianina (dióxido de titanio y ftalocianina, óxido de cinc y ftalocianina) y también compuestos de cobalto (óxidos de cobalto y aluminio, óxidos de cobalto, aluminio y cromo, cromato de cobalto).

## Variedad
Algunos ejemplos de color cerúleo:
| Nombre                 | Muestra | Cod. Hex. | RGB | RGB | RGB | HSV  | HSV  | HSV  |
| ---------------------- | ------- | --------- | --- | --- | --- | ---- | ---- | ---- |
| Cerúleo (Pantone)      |         | #98B4D4   | 152 | 180 | 212 | 212° | 28%  | 83%  |
| Cerúleo vivo o azur    |         | #0080ff   | 0   | 128 | 255 | 210° | 100% | 100% |
| Cerúleo brillante      |         | #1DACD6   | 29  | 172 | 214 | 194° | 86%  | 84%  |
| Cerúleo (Crayola)      |         | #02A4D3   | 2   | 164 | 211 | 193° | 99%  | 83%  |
| Azul calipso           |         | #019ECB   | 1   | 158 | 203 | 193° | 100% | 80%  |
| Cerúleo                |         | #007BA7   | 0   | 123 | 167 | 196° | 100% | 65%  |
| Azul cerúleo pictórico |         | #3F6DB8   | 63  | 109 | 184 | 217° | 66%  | 72%  |
| Azul cerúleo           |         | #0067A5   | 0   | 103 | 165 | 203° | 100% | 65%  |
| Azul cerúleo           |         | #2A52BE   | 42  | 82  | 190 | 224° | 78%  | 75%  |
| Cerúleo oscuro         |         | #08457E   | 8   | 69  | 126 | 209° | 94%  | 49%  |

## Galería

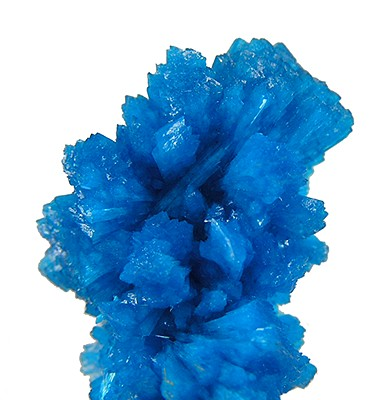
Cavansita
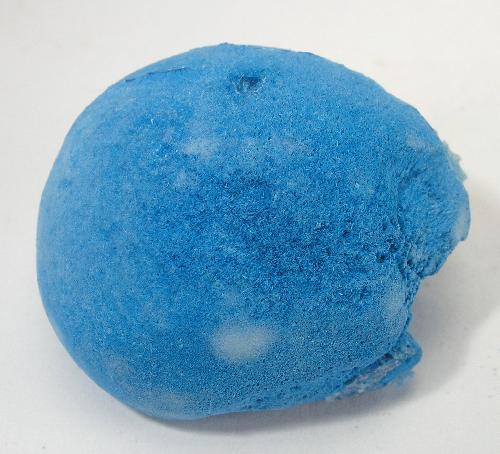
Shattuckita
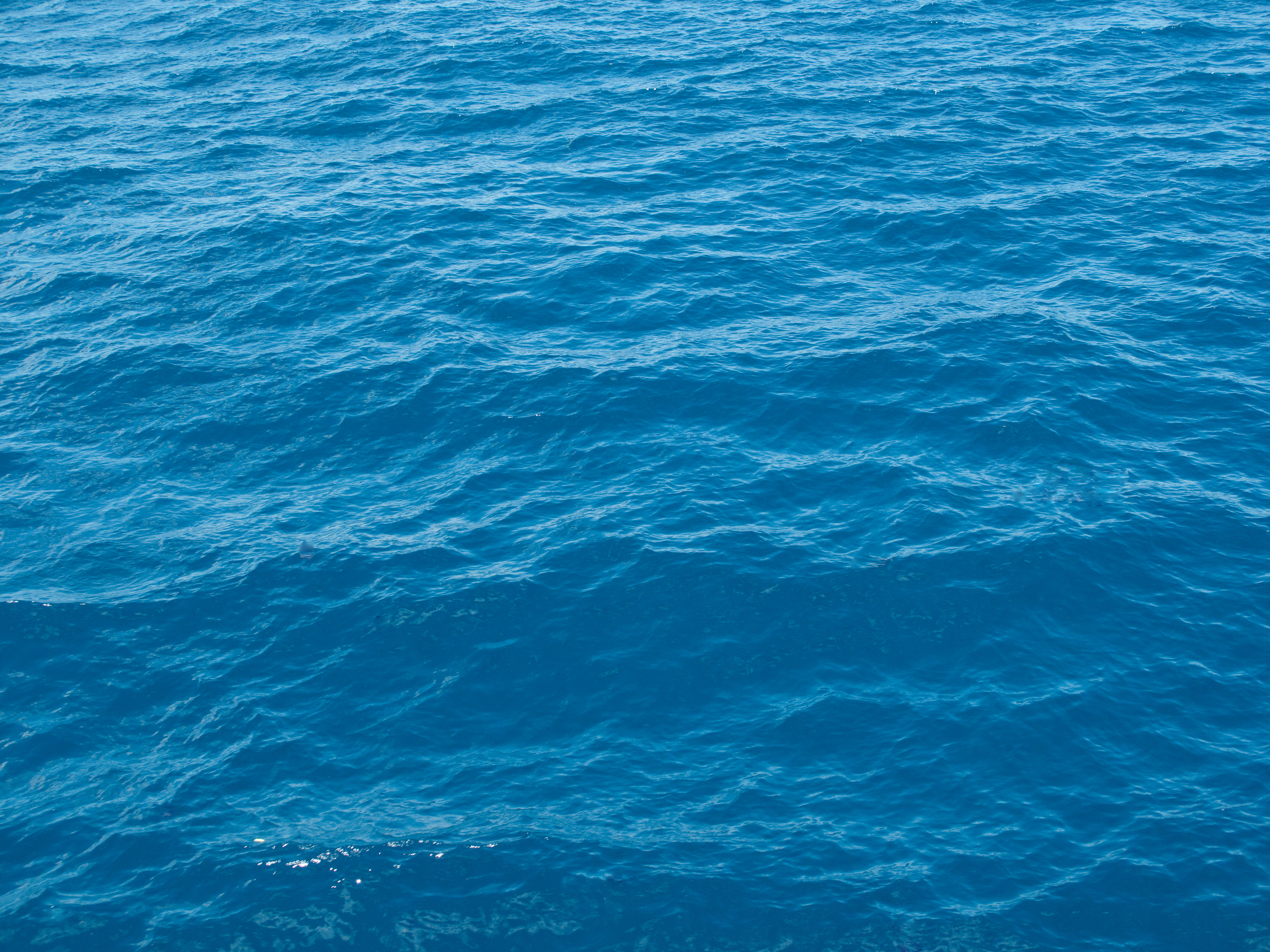
Aguas del lago Tahoe
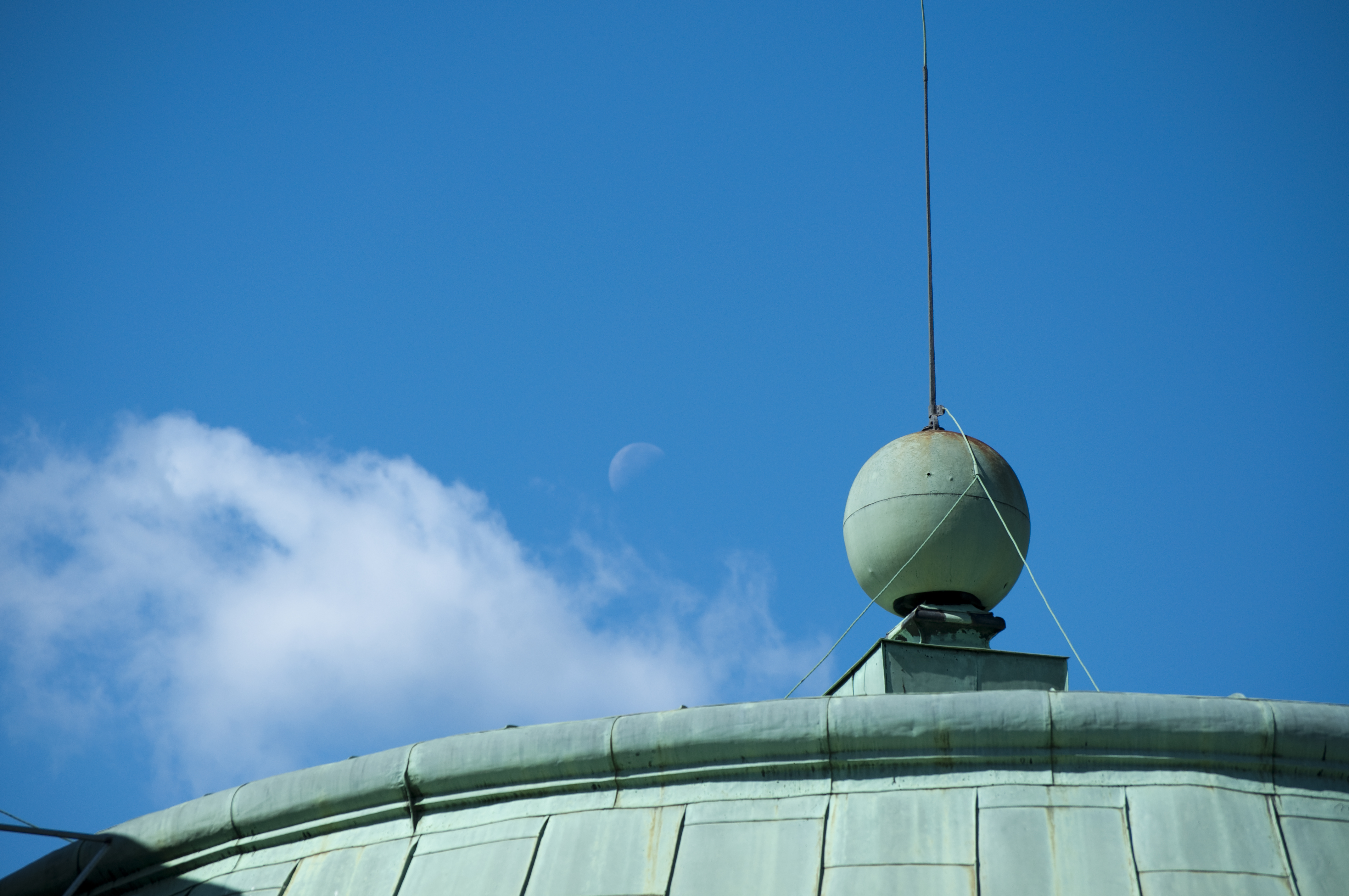
Vista del cielo desde Estocolmo
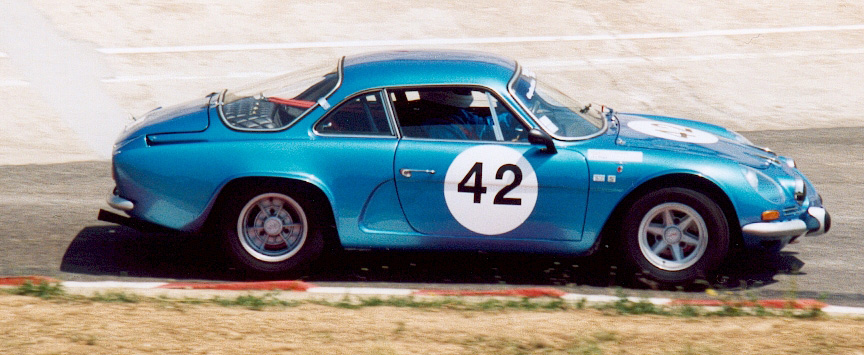
Alpine-Renault, en color azul Francia
Bandera de Somalia
La bandera de Guatemala es considerada azul celeste.
Bandera de Argentina
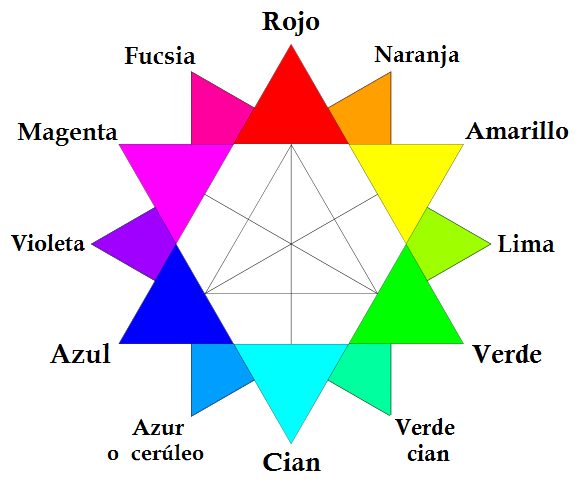
Posición del cerúleo en el círculo cromático RGB